# Pradelles (Nord)

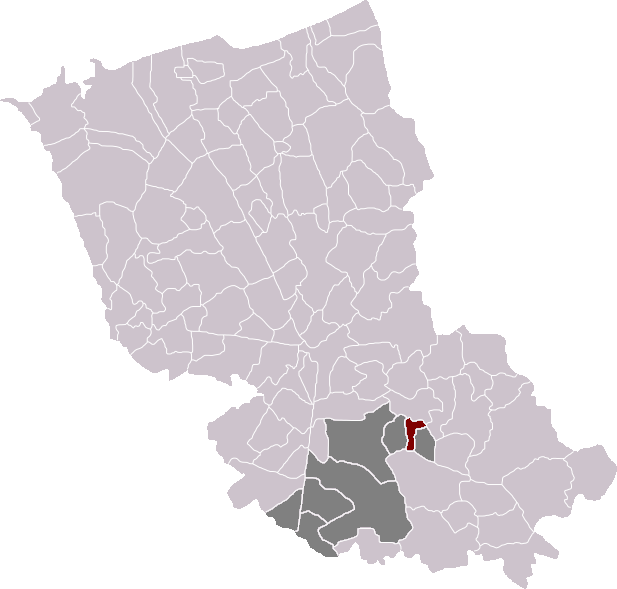
Localització de Pradelles (Nord)

Pradelles  (en neerlandès Pradeels, en flamenc occidental Poerdiëls) és un municipi francès, situat a la regió dels Alts de França, al departament del Nord, que forma part de la Westhoek. L'any 2006 tenia 337 habitants. Limita al nord amb Caëstre, a l'oest amb Borre, a l'est amb Flêtre, al sud-est amb Strazeele i al sud amb Vieux-Berquin.

## Demografia
| Evolució de la població INSEE |      |      |      |      |      |      |      |      |
| 1793                          | 1800 | 1806 | 1821 | 1831 | 1836 | 1841 | 1846 | 1851 |
| 337                           | 330  | 424  | 339  | 341  | 372  | 376  | 376  | 377  |

| 1856 | 1861 | 1866 | 1872 | 1876 | 1881 | 1886 | 1891 | 1896 |
| ---- | ---- | ---- | ---- | ---- | ---- | ---- | ---- | ---- |
| 378  | 362  | 332  | 314  | 335  | 295  | 331  | 329  | 351  |

| 1901 | 1906 | 1911 | 1921 | 1926 | 1931 | 1936 | 1946 | 1954 |
| ---- | ---- | ---- | ---- | ---- | ---- | ---- | ---- | ---- |
| 318  | 311  | 256  | 167  | 182  | 175  | 160  | 169  | 167  |

| 1962 | 1968 | 1975 | 1982 | 1990 | 1999 | 2006 | 2011 | 2016 |
| ---- | ---- | ---- | ---- | ---- | ---- | ---- | ---- | ---- |
| 157  | 144  | 158  | 160  | 184  | 184  | -    | -    | -    |

| 2019 | - | - | - | - | - | - | - | - |
| ---- | - | - | - | - | - | - | - | - |
| -    | - | - | - | - | - | - | - | - |

## Administració
| Període   | Identitat             | Partit |
| --------- | --------------------- | ------ |
| 2001-2006 | Jean-Jacques Vanhoost |        |
| 2006-     | Laurent Waymel        |        |